# Log pri Vrhovem
Log pri Vrhovem – wieś w Słowenii, w gminie Radeče. W 2018 roku liczyła 86 mieszkańców.